# Den korta stund jag vandrar här
Den korta stund jag vandrar här är en psalm om den gode Herden av Frans Michael Franzén 1813. I nyare psalmböcker är sista raden ändrad till "där skall ni också vara", men i övrigt består Franzéns text obearbetad. I den finlandssvenska psalmboken är texten något mer bearbetad (särskilt v. 4), men är samtidigt nästan den enda psalm i den psalmboken som fått behålla gamla verbformer.
Melodin har okänd kompositör (F-dur, 2/2) men bearbetades av Johann Crüger år 1653, samma som till O gode Ande, led du mig och Din kärlek, Jesus, gräns ej vet. I Koralbok för Nya psalmer, 1921 anges melodin vara från 1535 och samma som till psalmen Din spira, Jesus, sträckes ut. Om kompositionsåret är samma som publiceringsåret kan inte avgöras, men melodin trycktes i Geistliche Lieder av boktryckaren Joseph Klug i Wittenberg 1535. Den är också tryckt i Strassburg 1545 och i Lyon 1547.
|  |
|  |

## Publicerad i
- 1819 års psalmbok som nummer 119 under rubriken "Jesu andliga världsregering och vård om sin stridande församling".
- Sabbatstoner, sånger för söndagsskolan, 1888 som nummer 72 med 5 verser
- Sionstoner 1889 som nummer 469 under rubriken "Psalmer"
- Metodistkyrkans psalmbok 1896 som nummer 87 under rubriken "Guds försyn och ledning".
- Nya Pilgrimssånger 1892 som nummer 285 under rubriken "Det kristliga lifwet. Trygghet, glädje och tröst".
- Sionstoner 1935 som nummer 351 under rubriken "Nådens ordning: Trosliv och helgelse".
- 1937 års psalmbok som nummer 119 under rubriken "Tiden efter påsk".
- Den svenska psalmboken 1986 som nummer 157 under rubriken "Påsk".
- Finlandssvenska psalmboken 1986 som nummer 384 under rubriken "Tro och trygghet".
- Lova Herren 1988 som nummer 541 under rubriken "Guds barn i bön och efterföljelse".